# Тан Фэйяо
Тан Фэйя́о (кит. упр. 唐菲遥, пиньинь Táng Fēiyáo; род. 5 августа 2003, Харбин, КНР) — китайская фигуристка, выступающая в парном катании с Ян Юнчао. Они — вице-чемпионы Китая (2020).

## Карьера
Тан Фэйяо родилась в Харбине. Начала заниматься фигурным катанием в 2007 году. В декабре 2015 года участвовала на чемпионате Китая в соревнованиях одиночниц, финишировав на одиннадцатой строчке.

### 2017/2018
Начиная с сезона 2017/2018 выступает на международных соревнованиях в парном катании с Ян Юнчао. Первым международным турниром для пары стал этап Гран-при среди юниоров в Белоруссии. В короткой программе стали третьими. Но в произвольном прокате китайский дуэт совершил ряд помарок, судьи «отминусовали» четыре технических элемента, тем самым Тан и Ян опустились на одну позицию и заняли четвёртое итоговое место. После этого отправились на первый совместный национальный чемпионат, который завершили пятыми. При этом, показали второй результат среди пар, которые подходят по возрасту для участия в юниорском первенстве мира. Поэтому, Федерация фигурного катания Китая включила Тан и Яна в состав сборной на турнир в Болгарии. Там, на льду арены «Армеец», они не смогли навязать серьёзного соперничества и расположились на двенадцатом месте судейского протокола.

### 2018/2019
В новом сезоне Тан и партнёр получили возможность выступить уже на двух этапах юниорского Гран-при, но по их результатам не смогли отобраться в Финал серии. В декабре 2018 года впервые завоевали медаль чемпионата Китая, показав третью сумму баллов по итогам двух программ. Как и год назад, завершали сезон на чемпионате мира среди юниоров. Короткий прокат завершили на четвёртой позиции, уступая трём российским дуэтам. В произвольной пара набрала ровно 108 баллов, обновив личный рекорд. Этот результат позволили сохранить четвёртое итоговое место.

### 2019/2020
Дебютный сезон на взрослом уровне Тан и Ян начали с участия в ряде состязаний, за два месяца пара выступила на пяти соревнованиях. В середине сентября 2019 года улучшили прошлогодний результат на национальном чемпионате, на этот раз завоевав титул вице-чемпионов страны. На международном уровне пара стартовала на «Челленджере» Nebelhorn Trophy, где финишировали возле пьедестала, уступив бронзовым призёрам 0,26 балла. При этом были установлены наивысшие личные достижения в короткой и произвольной программах, а также по сумме баллов. После чего, завоевали бронзу на турнире в Шанхае. Впервые в карьере выступили на этапах взрослого Гран-при. Провели турниры серии в Канаде и Китае, оба раза заняли седьмые места. В марте 2019 года дуэт должен был выступить на первом для себя чемпионате мира, но турнир был отменён из-за пандемии коронавируса.

## Программы
| Сезон     | Короткая программа                                 | Произвольная программа                   |
| --------- | -------------------------------------------------- | ---------------------------------------- |
| 2019–2020 | - «Tango de los Exilados» в исполнении Ванессы Мэй | - Саундтрек к фильму «Величайший шоумен» |

## Спортивные достижения
| Соревнования                          | 17/18         | 18/19         | 19/20         |
| Международные                         | Международные | Международные | Международные |
| ------------------------------------- | ------------- | ------------- | ------------- |
| Этапы Гран-при: Skate Canada          |               |               | 7             |
| Этапы Гран-при: Cup of China          |               |               | 7             |
| Челленджеры. Nebelhorn Trophy         |               |               | 4             |
| Shanghai Trophy                       |               |               | 3             |
| Международные среди юниоров           |               |               |               |
| Чемпионаты мира среди юниоров         | 12            | 4             |               |
| Этапы юниорского Гран-при: Белоруссия | 4             |               |               |
| Этапы юниорского Гран-при: Канада     |               | 5             |               |
| Этапы юниорского Гран-при: Чехия      |               | 7             |               |
| Национальные                          |               |               |               |
| Чемпионаты Китая                      | 5             | 3             | 2             |